# Classis (Kirche)
Classis (Plural: Classes; nach dem lateinischen Wort für die römische Flotte; eingedeutscht auch Classe oder Klasse) ist – besonders in niederländischen und deutschen reformierten Kirchen – die Bezeichnung für einen Verband von Kirchengemeinden, die sich zur gegenseitigen Unterstützung zusammengeschlossen haben. In den lutherischen und unierten Kirchen werden die entsprechenden Gemeindeverbände meist als Dekanat, Kirchenkreis oder Propstei (früher auch als Diözese) bezeichnet. All diese Bezeichnungen setzen jedoch das Parochialprinzip voraus und implizieren eine hierarchische Unterordnung der Gemeinden, während der Begriff Classis unterstreicht, dass die Kirche sich von unten nach oben aufbaut. Bei den presbyterianischen Kirchen im englischen Sprachraum wird sowohl der Gemeindeverband als auch das ihn leitende Gremium als presbytery bezeichnet.

## Entstehung
Die Entstehung der Classes ergab sich aus der presbyterianischen bzw. presbyterial-synodalen Kirchenverfassung, die im 16. Jahrhundert von denjenigen reformierten Kirchen entwickelt wurde, die sich gegenüber einer feindlichen oder bestenfalls gleichgültigen staatlichen Macht ohne Anlehnung an deren Strukturen organisieren mussten. In der ersten presbyterianischen Kirchenordnung, der Discipline ecclésiastique der Hugenottenkirche von 1559, sind drei Ebenen der Kirchenleitung unterschieden: Die örtliche Gemeinde wird durch das von Pastoren und gewählten Ältesten gebildete consistoire geleitet; auf der Ebene der Provinzen sollte jährlich eine von den consistoires beschickte Provinzialsynode zusammentreten; die Provinzialsynoden wiederum senden Delegierte zur Nationalsynode, die in größeren Abständen tagen sollte. Für einzelne Regionen innerhalb der Provinzen war kein Leitungsgremium vorgesehen, aber die Pastoren (bis 1572 ohne die Ältesten) sollten sich bis zu viermal jährlich zu Besprechungen (colloques) treffen. Die colloques entsprachen damit den Predigerversammlungen, die es auch in anderen reformierten Kirchen gab, etwa dem Coetus der reformierten Prediger Ostfrieslands oder der Vénérable Compagnie des pasteurs in Genf. In den Kantonen Waadt und Neuenburg wurde hierfür bereits das französische Wort classe verwendet.
Classis im gegenwärtigen Verständnis begegnet erstmals beim Weseler Konvent (1568), bei dem die reformierte Kirche in den Niederlanden sich in der Zeit der Verfolgung im Hundertjährigen Krieg eine Kirchenordnung gab. Die durch die Synode von Emden 1571 bestätigten Beschlüsse präzisierten die hugenottische Kirchenordnung und sahen vor, dass sieben Classes (ohne die Flüchtlingsgemeinden in England, denen die genaue Aufteilung der Classes selbst überlassen blieb) von jeweils etwa sechs bis zwölf Gemeinden gebildet werden sollten. Die Wahl des Begriffs, der die Bezeichnung der römischen Flottenverbände aufnimmt, knüpft an die symbolische Darstellung der Kirchengemeinde als Schiff an. In jeder Classis sollten alle drei bis sechs Monate jeweils mindestens zwei Vertreter jeder Gemeinde zusammenkommen, um Angelegenheiten von übergemeindlichem Interesse zu besprechen. Die Classicalversammlungen hatten über die Kirchenzucht und die Bewahrung der reinen Lehre zu wachen, Prüfungen der Predigtamtskandidaten und Ordinationen vorzunehmen, bei Konflikten zwischen Gemeinden und innerhalb von Gemeinden zu vermitteln und in besonderen Fällen Visitationen zu organisieren. Ihre Funktion entsprach etwa der eines lutherischen Superintendenten bzw. einem kollegialen Bischofsamt.

## Weitere Entwicklung
In den folgenden Jahren wurde die Aufteilung in Classes in der niederländisch-reformierten Kirche weitestgehend durchgesetzt und das Modell weiter präzisiert, bis es bei der Dordrechter Synode 1619 seine abschließende Gestalt erreicht hatte. Weil nach 1619 für fast zwei Jahrhunderte keine Nationalsynode und nur wenige Provinzialsynoden tagten, hatten die Classicalversammlungen große Bedeutung für die Entwicklung der Kirche. Die behielten sie auch nach der Umgestaltung der Kirchenverfassung durch König Wilhelm I. 1816, auch wenn sie dadurch ihren Charakter änderten und mehr zu Verwaltungseinheiten wurden. Die konservativeren Kirchen, die sich im Laufe des 19. Jahrhunderts von der niederländischen reformierten Kirche abspalteten, hielten dagegen an dem Modell der Classis fest, wie es 1619 entwickelt war.
In der Protestantischen Kirche in den Niederlanden, wo die Classes die einzige Ebene zwischen den Gemeinden und der Nationalsynode bilden, wurde 2018 ihre Zahl von 75 auf 11 verkleinert.
In Deutschland hatten zunächst nur die niederländischen Flüchtlingsgemeinden Classes gebildet, denen sich bisweilen aber auch deutsche Gemeinden anschlossen. Mit der Duisburger Generalsynode 1610 übernahmen die reformierten Gemeinden der Herzogtümer Jülich-Kleve-Berg das presbyterial-synodale Modell. Im Herzogtum Kleve bestanden drei reformierte Classes (Duisburg, Kleve und Wesel), im Herzogtum Berg vier (Düsseldorf, Elberfeld, Solingen und Mülheim am Rhein; die letztere ging aber in der Gegenreformation unter) und im Herzogtum Jülich ebenfalls drei, die nicht nach Hauptorten benannt, sondern nummeriert waren. Dazu kam die schon 1608 gegründete Classis in der bis 1702 zu Nassau-Oranien gehörenden Grafschaft Moers. Die reformierten Gemeinden in der westfälischen  Grafschaft Mark folgten 1611 dem Beispiel der rheinischen Gemeinden und bildeten anfangs drei Classes (Hamm, Unna-Kamen und Ruhr); 1620 kam als vierte die Classis Süderland (Sauerland) dazu. In den ersten Jahren waren – anders als bei Provinz- und Generalsynoden – bei den jährlichen Klassikalversammlungen nur Pastoren vertreten; bald aber wurde die gleichberechtigte Repräsentation von Pastoren und Ältesten die Regel.
Nach dem Dreißigjährigen Krieg (nach ersten Ansätzen durch 1612 abgehaltene Synoden, die aber vom Landesherren einberufen waren und noch keine eigene kirchenregimentlichen Kompetenzen hatten) organisierten sich auch die lutherischen Gemeinden in Kleve-Mark nach dem reformierten Modell. Mit der 1687 bestätigten Kirchenordnung war auch die Einteilung in Classes (im Herzogtum Kleve drei, in der Grafschaft Mark anfangs vierzehn, später elf, ab 1797 sieben) gefestigt. Die Bemühungen der Gemeinden aus den preußischen Westprovinzen, ihre über mehr als 200 Jahre ausgeübte Selbstregierung zu behalten, führte 1835 zur Rheinisch-Westfälischen Kirchenordnung und dadurch mittelbar zur Einführung von Repräsentativverfassungen in den evangelischen Kirchen in ganz Deutschland.
Auch in staatskirchlich verfassten reformierten Kirchen in Deutschland, so 1564 durch die Kirchenratsordnung in der Kurpfalz oder 1713 in den reformierten Gemeinden der östlichen Landesteile Preußens, wurde die Aufteilung in Classes übernommen; sie waren dort aber eher Aufsichtsbezirke denn Ebenen der Selbstverwaltung.
Heutzutage ist die Bezeichnung im deutschen Sprachraum nur noch in der (in fünf Klassen aufgeteilten) Lippischen Landeskirche und der (in zwei classes aufgeteilten) Evangelisch-altreformierten Kirche in Niedersachsen gebräuchlich.